# Kapuściński (granit)

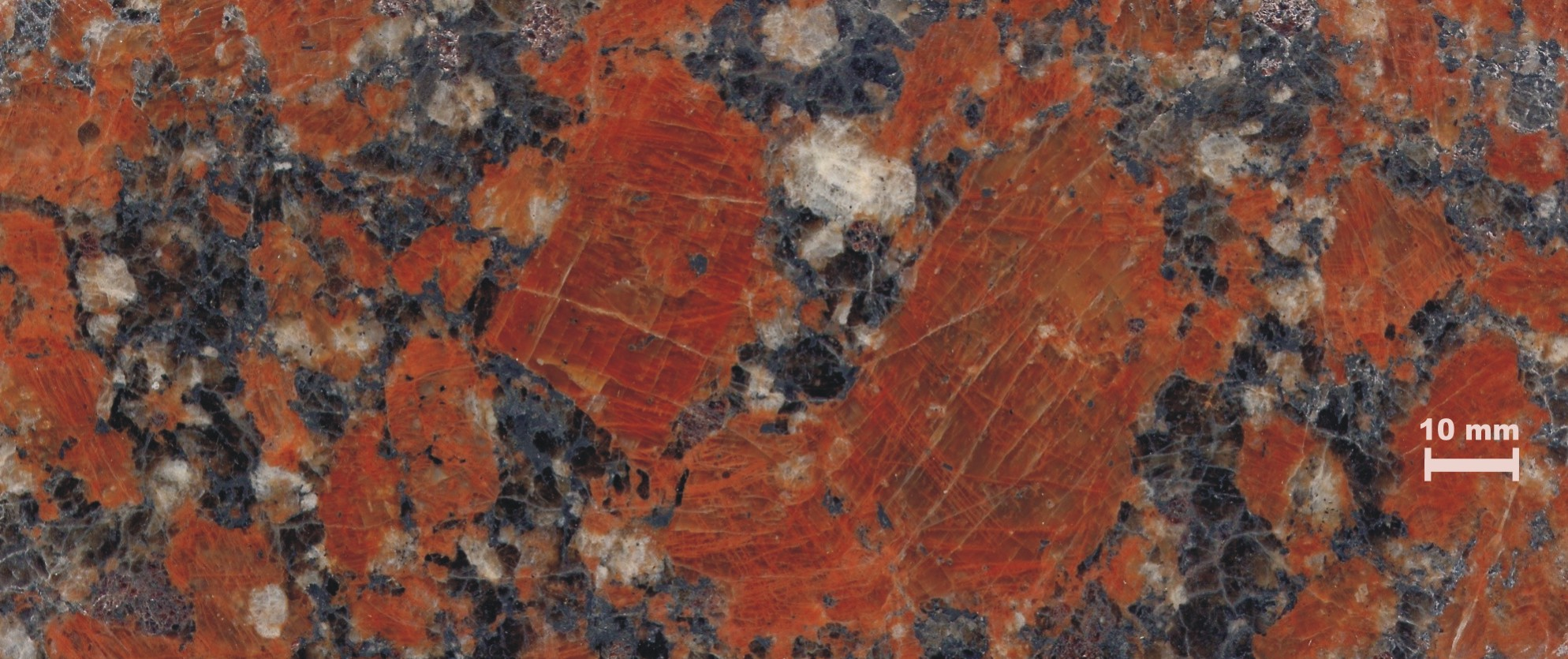
Granit Kapuściński

Kapuściński – czerwony, proterozoiczny granit. Należy do skał budujących tarczę ukraińską. Złoża tej skały znajdują są na Ukrainie, w obwodzie kirowohradzkim, w rejonach nowoukraińskim i małowyskiwskim.
Sprzedawany jest pod różnymi nazwami handlowymi: Kapuściński, Kapustinsky, Santiago Red, Rosso Koral, Rosso Santiago, Kapustino, Kapustin.

## Skład mineralogiczny
W skład Kapuścińskiego wchodzą:
- mikroklin 50%
- plagioklaz 23%
- kwarc 18%
- biotyt 7%
- granaty 2%

## Cechy fizyczno-mechaniczne
- Gęstość objętościowa 2653–2670 kg/m³
- Nasiąkliwość 0,22%
- Wytrzymałość na ściskanie 115–178 MPa
- Wytrzymałość na zginanie 8–18 MPa
- Mrozoodporność: całkowita

## Zastosowanie
Granit Kapuściński stosuje się w budownictwie (np. jako blaty, schody) oraz w sztuce sepulkralnej.